# Skanseryggen
Der Skanseryggen (norwegisch für Schanzenrücken) ist ein bis zu 2694 m hoher Gebirgskamm im ostantarktischen Königin-Maud-Land. Er ragt an der Südseite des Mefjell im südzentralen Teil der Sør Rondane auf.
Wissenschaftler des Norwegischen Polarinstituts benannten ihn 1988.